# Arthel
Arthel est une commune française située dans le département de la Nièvre, en région Bourgogne-Franche-Comté.

## Géographie
Le village d’Arthel est situé dans le département de la Nièvre en région Bourgogne-Franche-Comté. La superficie de la commune est de 773 hectares. Son altitude varie entre 229 et 353 mètres.
Le village est implanté au nord-ouest de la Nièvre, à 14 km de Prémery (par la route), son chef-lieu de canton. Il est situé à 37 km à l’est de La Charité-sur-Loire et à 58 km au sud-est de Cosne-Cours-sur-Loire, son chef-lieu d'arrondissement.
Le sous-sol est essentiellement composé de roches calcaires, marnes et gypses.

### Hydrographie
- Source du Grand-Fond ;
- Ruisseau d'Arthel.

### Villages, hameaux, lieux-dits, écarts
- La Grande Chaume ;
- Le Beuchot ;
- Les Pontas.

### Climat
Pour des articles plus généraux, voir Climat de la Bourgogne-Franche-Comté et Climat de la Nièvre.
En 2010, le climat de la commune est de type climat océanique dégradé des plaines du Centre et du Nord, selon une étude du Centre national de la recherche scientifique s'appuyant sur une série de données couvrant la période 1971-2000. En 2020, Météo-France publie une typologie des climats de la France métropolitaine dans laquelle la commune est exposée à un climat océanique altéré et est dans la région climatique Centre et contreforts nord du Massif Central, caractérisée par un air sec en été et un bon ensoleillement.
Pour la période 1971-2000, la température annuelle moyenne est de 10,9 °C, avec une amplitude thermique annuelle de 16,1 °C. Le cumul annuel moyen de précipitations est de 878 mm, avec 12,6 jours de précipitations en janvier et 8 jours en juillet. Pour la période 1991-2020, la température moyenne annuelle observée sur la station météorologique de Météo-France la plus proche, « Premery », sur la commune de Prémery à 9 km à vol d'oiseau, est de 11,1 °C et le cumul annuel moyen de précipitations est de 911,1 mm. 
La température maximale relevée sur cette station est de 40,5 °C, atteinte le 11 août 2003 ; la température minimale est de −15,1 °C, atteinte le 26 janvier 2007,,.
Les paramètres climatiques de la commune ont été estimés pour le milieu du siècle (2041-2070) selon différents scénarios d'émission de gaz à effet de serre à partir des nouvelles projections climatiques de référence DRIAS-2020. Ils sont consultables sur un site dédié publié par Météo-France en novembre 2022.

## Urbanisme

### Typologie
Au 1er janvier 2024, Arthel est catégorisée commune rurale à habitat très dispersé, selon la nouvelle grille communale de densité à sept niveaux définie par l'Insee en 2022.
Elle est située hors unité urbaine et hors attraction des villes,.

### Occupation des sols
L'occupation des sols de la commune, telle qu'elle ressort de la base de données européenne d’occupation biophysique des sols Corine Land Cover (CLC), est marquée par l'importance des territoires agricoles (71,3 % en 2018), une proportion identique à celle de 1990 (71,3 %). La répartition détaillée en 2018 est la suivante : terres arables (36,3 %), prairies (30,2 %), forêts (28,7 %), zones agricoles hétérogènes (4,7 %). L'évolution de l’occupation des sols de la commune et de ses infrastructures peut être observée sur les différentes représentations cartographiques du territoire : la carte de Cassini (XVIIIe siècle), la carte d'état-major (1820-1866) et les cartes ou photos aériennes de l'IGN pour la période actuelle (1950 à aujourd'hui).

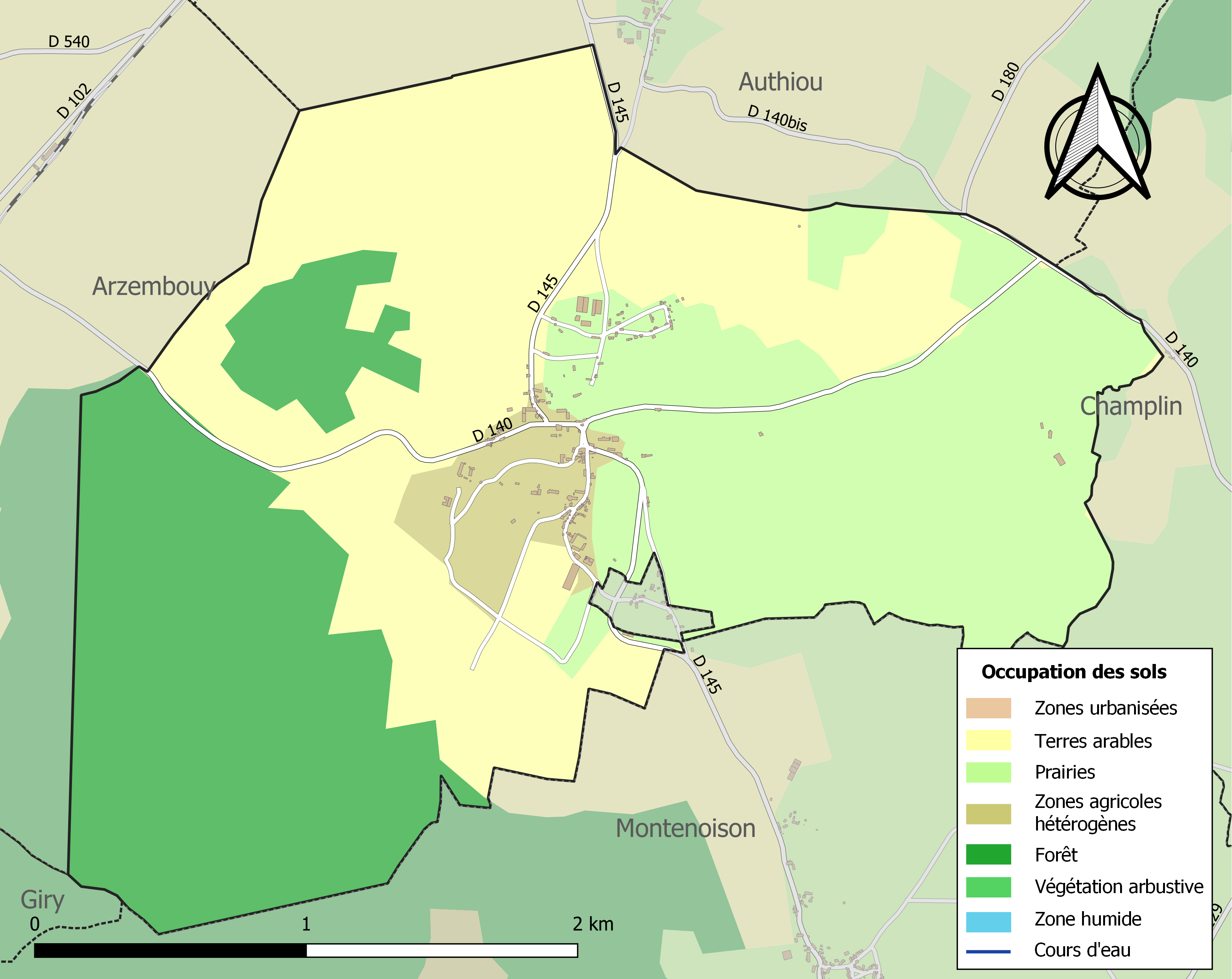
Carte des infrastructures et de l'occupation des sols de la commune en 2018 (CLC).

## Toponymie
Le nom de la commune pourrait dériver d'attegia, lieu sacré, suffixé en -ialo, à moins qu'il ne vienne du gaulois artos, ours, employé au sens propre ou comme nom d'homme.
On relève les formes suivantes du nom de la commune : Villa Artado en 849, Ecclesia de Arteio en 1121-1142, Arte en 1287, Artheyum en 1331, Cura de Artey en 1518, Artey en 1515, Artel en 1581 et Artel en 1583.

## Histoire
La première mention du nom du village remonte à 849. En 884, Le fief d'Arthel est la propriété de l'évêque de Nevers : Eumène.
Au XIIIe siècle, la terre d'Arthel passe aux mains d'une famille qui en prend le nom pour patronyme.
En 1378, La terre appartient à Guillaume de Lamoignon, officier de l'hôtel du comte de Nevers, de Flandre et de Rethel : Louis II de Flandre (1330-1384).
Durant la seconde partie du xve siècle, Arthel appartient en partie à Jean de Chabannes, comte de Dammartin (1488-1503), le fils du trop célèbre Antoine de Chabannes, capitaine des Écorcheurs. Pour l'autre partie, elle est entre les mains de Philibert Boutillat qui est nommé par lettres royales de Louis XI, datées de Dampierre-en-Burly le 10 novembre 1473, successeur de Jean Bourré qui « tenoit et possedoit » provisoirement l'office de trésorier général de France.
En 1665, Jean Chaufournier, fermier de la terre et seigneurie d’Arthel, est en procès avec François de Paris, écuyer, sieur de la Mothe pour injures et provocation au duel.
Jean Chap, prêtre, curé d’Arthel, et sa mère, portent plainte en 1715 contre plusieurs particuliers, dont Eugin Bornet, meunier du moulin d’Arthel, pour coups de bâton.
En 1906, le nombre d'habitants d’Arthel, qui compte 126 maisons (dont 48 sont vacantes), s'élève à 270 individus. La commune compte un curé, un instituteur public, une institutrice privée, trois cantonniers, un garde champêtre, un garde forestier et deux gardes particuliers. Il y a quelques commerçants : 1 aubergiste-épicier, 1 aubergiste-maréchal, 2 boulangers (le patron et son ouvrier), 1 épicier-marchand d’étoffes et 1 épicière-marchande d’étoffes. Les artisans sont beaucoup plus nombreux : 6 couturières, 4 maréchaux-ferrants, 4 tailleurs de pierre, 3 maçons (dont 1 entrepreneur de maçonnerie), 2 charrons, 2 sabotiers, 2 menuisiers, 2 couvreurs, 2 bourreliers, 2 meuniers, 2 tisserands, 1 cordonnier, 1 lingère, 1 entrepreneur de battage et 1 conducteur de machine à battre. La catégorie socioprofessionnelle la plus représentée est celle des domestiques, de ferme ou à la personne (31 individus), suivie par les journaliers agricoles (13), les propriétaires-exploitants (11), les cultivateurs (8), les fermiers (7), les marchands de porcs (3, dont un père et son fils) et les jardiniers (2). L’ouvroir emploie 9 personnes : la directrice, 4 ouvrières et 4 couturières. On recense également au village 2 propriétaires rentiers et 2 militaires retraités. Au total, on relève à Arthel 35 professions différentes. On n’y trouve, selon le recensement de 1906, ni médecin ni notaire ni sage-femme. Il n’y a aucun étranger dans le village. Comme dans bon nombre de communes nivernaises, quelques familles du village accueillent un « élève de l’hospice », c’est-à-dire un enfant de l’Assistance publique : ils sont 4 à Arthel.

### Seigneurs
- 1652 : Jean Guynet, écuyer, maître d’hôtel de la maison de Sa Majesté[19].
- 1767 : Pierre-François de Fourvière, comte de Quincy, ancien capitaine de cavalerie au régiment de Condé, chevalier de l’ordre royal et militaire de Saint-Louis[19].

## Politique et administration

### Liste des maires
| Période                                  | Période    | Identité         | Étiquette | Qualité              |
| ---------------------------------------- | ---------- | ---------------- | --------- | -------------------- |
|                                          | avant 1988 | Jean de Brondeau |           |                      |
| mai 2020                                 | En cours   | Marc Fauche      | DVD       | Agriculteur retraité |
| Les données manquantes sont à compléter. |            |                  |           |                      |

## Démographie
L'évolution du nombre d'habitants est connue à travers les recensements de la population effectués dans la commune depuis 1793. Pour les communes de moins de 10 000 habitants, une enquête de recensement portant sur toute la population est réalisée tous les cinq ans, les populations de référence des années intermédiaires étant quant à elles estimées par interpolation ou extrapolation. Pour la commune, le premier recensement exhaustif entrant dans le cadre du nouveau dispositif a été réalisé en 2006.

En 2022, la commune comptait 90 habitants, en évolution de −5,26 % par rapport à 2016 (Nièvre : −3,28 %, France hors Mayotte : +2,11 %).
| 1793 | 1800 | 1806 | 1821 | 1831 | 1836 | 1841 | 1846 | 1851 |
| ---- | ---- | ---- | ---- | ---- | ---- | ---- | ---- | ---- |
| 382  | 391  | 507  | 420  | 477  | 470  | 507  | 522  | 500  |

| 1856 | 1861 | 1866 | 1872 | 1876 | 1881 | 1886 | 1891 | 1896 |
| ---- | ---- | ---- | ---- | ---- | ---- | ---- | ---- | ---- |
| 474  | 427  | 415  | 420  | 400  | 387  | 362  | 332  | 315  |

| 1901 | 1906 | 1911 | 1921 | 1926 | 1931 | 1936 | 1946 | 1954 |
| ---- | ---- | ---- | ---- | ---- | ---- | ---- | ---- | ---- |
| 275  | 267  | 260  | 226  | 223  | 198  | 181  | 152  | 143  |

| 1962 | 1968 | 1975 | 1982 | 1990 | 1999 | 2006 | 2011 | 2016 |
| ---- | ---- | ---- | ---- | ---- | ---- | ---- | ---- | ---- |
| 171  | 161  | 151  | 120  | 97   | 70   | 85   | 97   | 95   |

| 2021 | 2022 | - | - | - | - | - | - | - |
| ---- | ---- | - | - | - | - | - | - | - |
| 92   | 90   | - | - | - | - | - | - | - |

## Culture locale et patrimoine

### Lieux et monuments

#### Civils et naturels
- Château d'Arthel XVIIIe siècle sur les fondations plus anciennes d'un ancien château fort. Inscrit MH (1994) &  Classé MH (1984)[26].
- Château de la Motte.  Inscrit MH (1985)[27].
- Lavoir.
- Source de Grand-Font.

#### Religieux
- Ouvroir[28] Sainte-Marie (1889).
- Église Saint-Laurent d'Arthel :

C'est lors d'un conseil municipal en date du 25 juin 1868 que fut prise la décision de détruire l'ancienne église du Moyen Âge, en trop mauvais état, et d'en reconstruire une nouvelle sous la direction de Charles Lutz, architecte à Nevers. Le Répertoire archéologique de la Nièvre donne la description suivante de l'ancienne église, jugée sans caractère : nef et chœur carré avec clocher-porche et chapelle seigneuriale au sud ; pas de voûtes.
La première pierre fut bénie par le curé et la consécration de l'édifice eut lieu le 22 juin 1881. À l'intérieur de l'édifice, on peut voir les statues de saint Guillaume d'Arthel (1030-1109), archevêque de Bourges et primat d'Aquitaine, du XVIe siècle, de saint Martin et d'une Vierge à l'Enfant. Une huile sur toile représente  La Nativité et une autre  Christ aux liens .
L'église est ouverte sur demande.

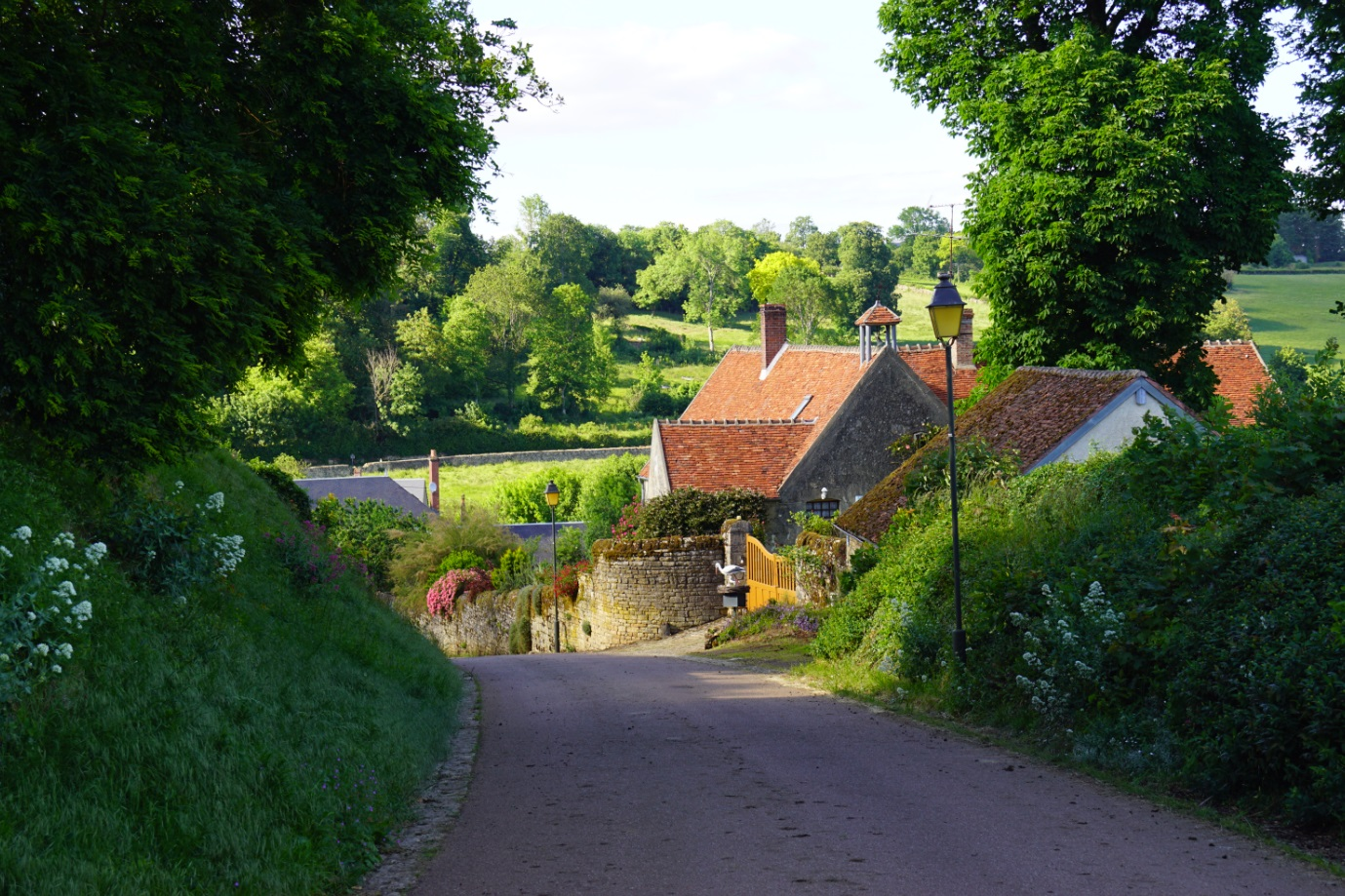
La rue principale.
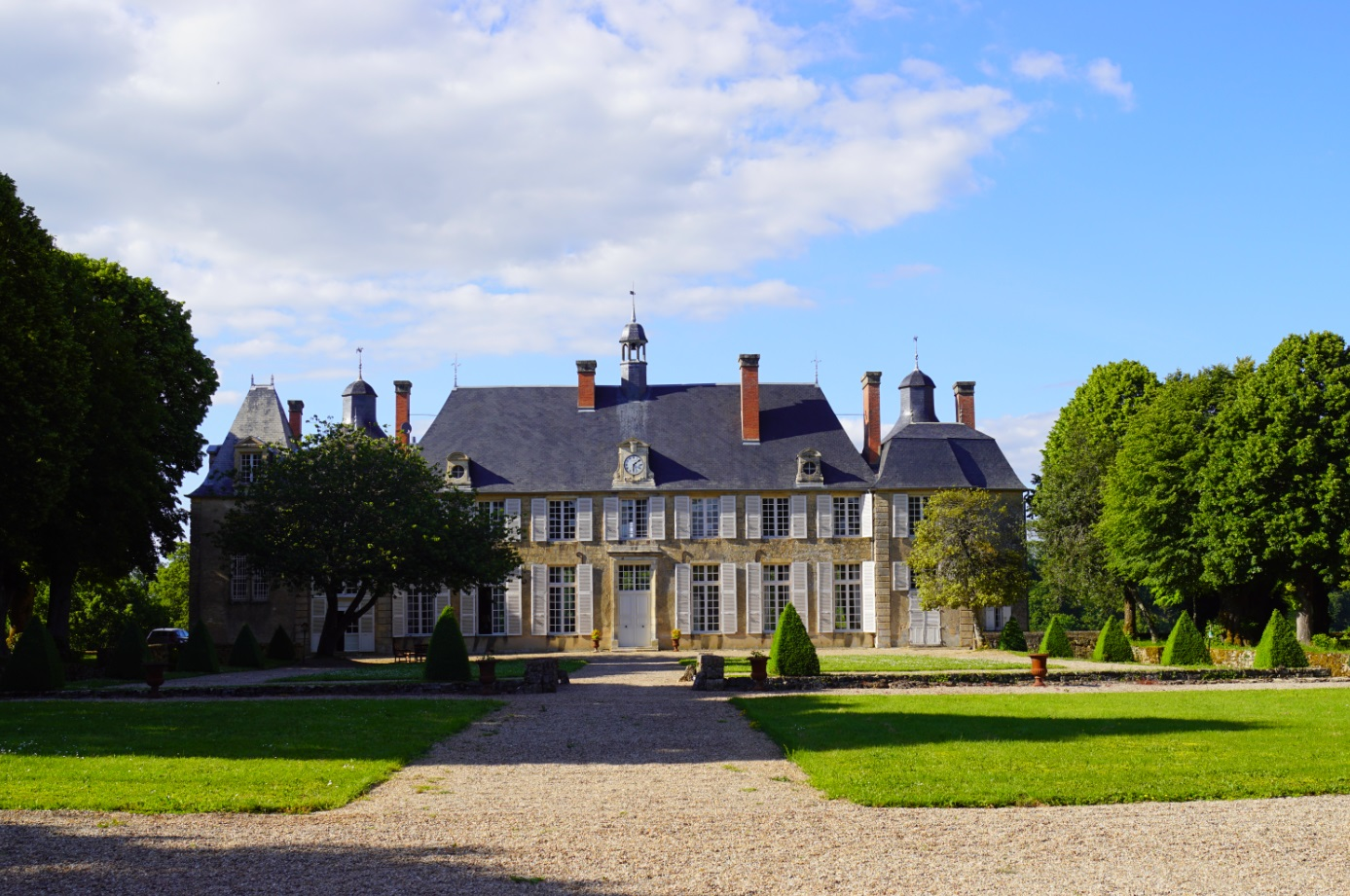
Château d'Arthel, vue de la cour.
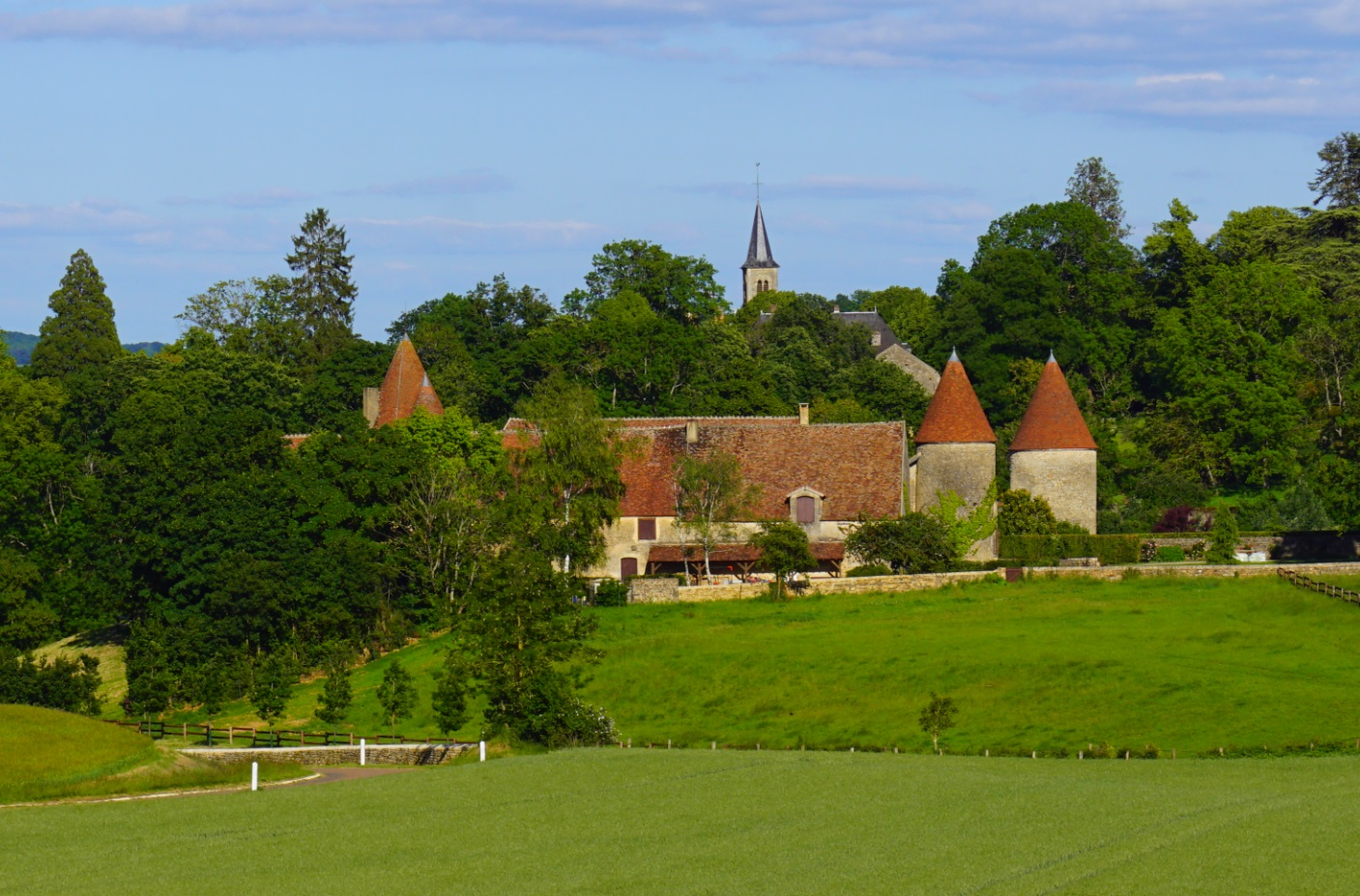
Château de la Motte.
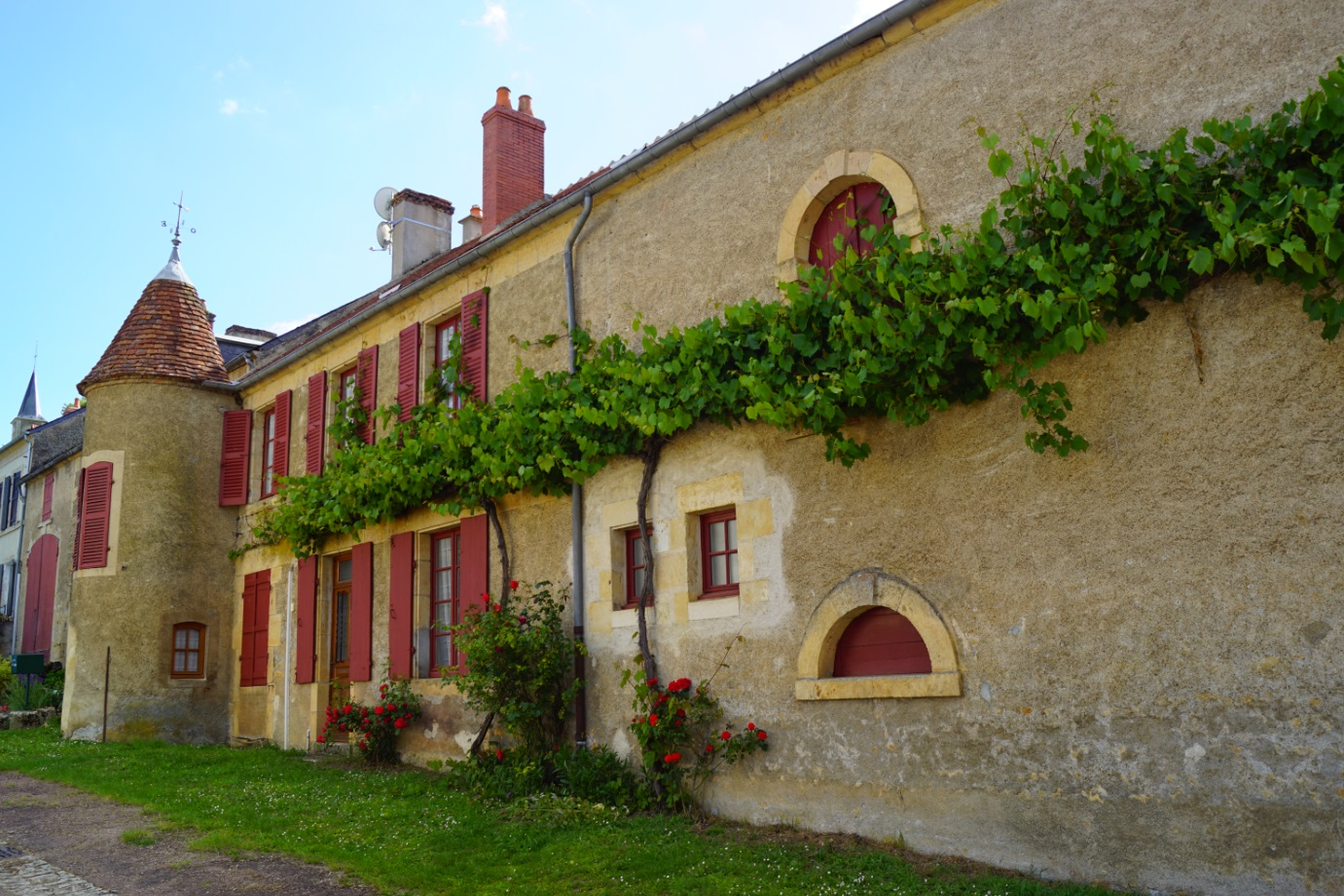
Maison à tourelle.
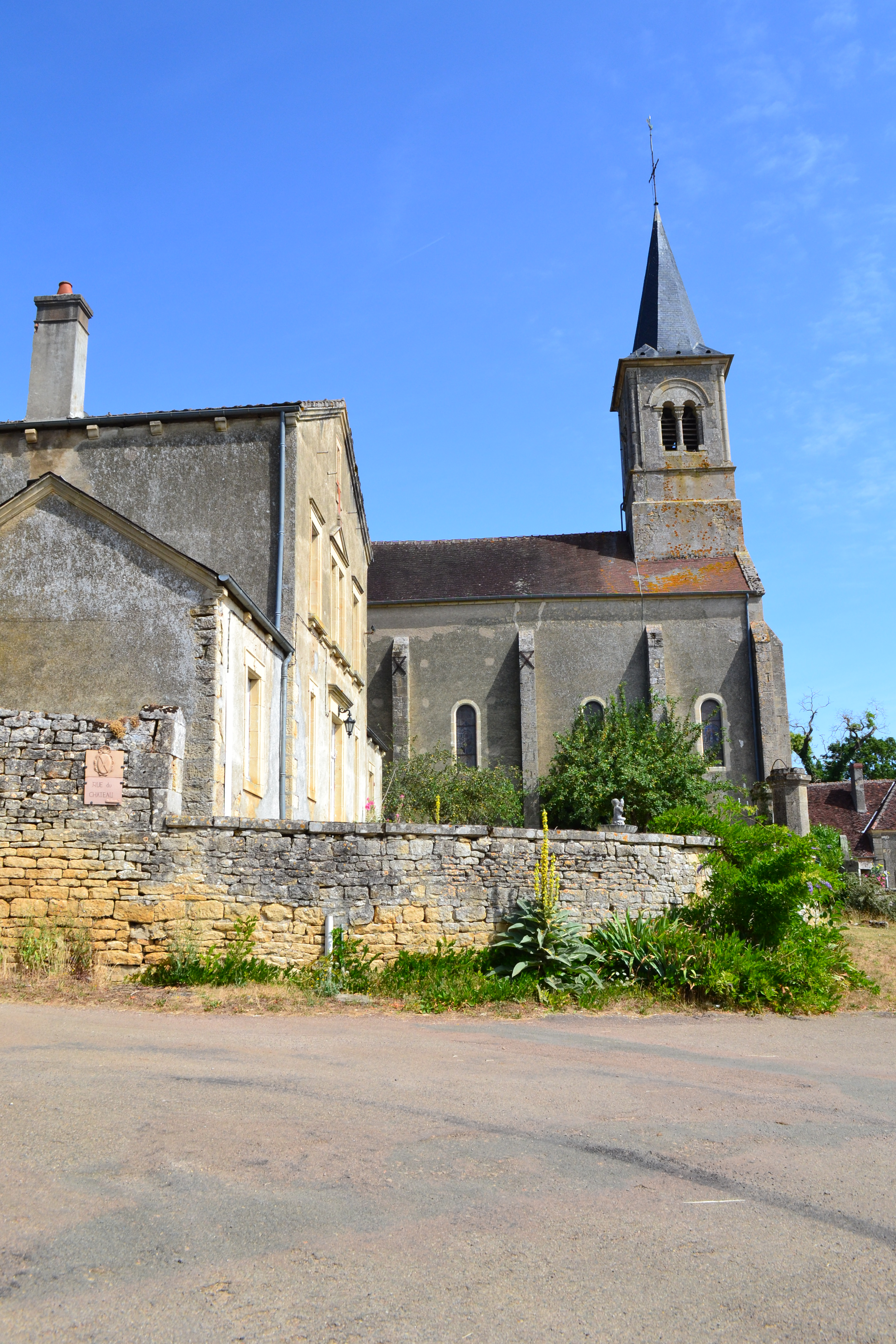
Église Saint-Laurent (1881).
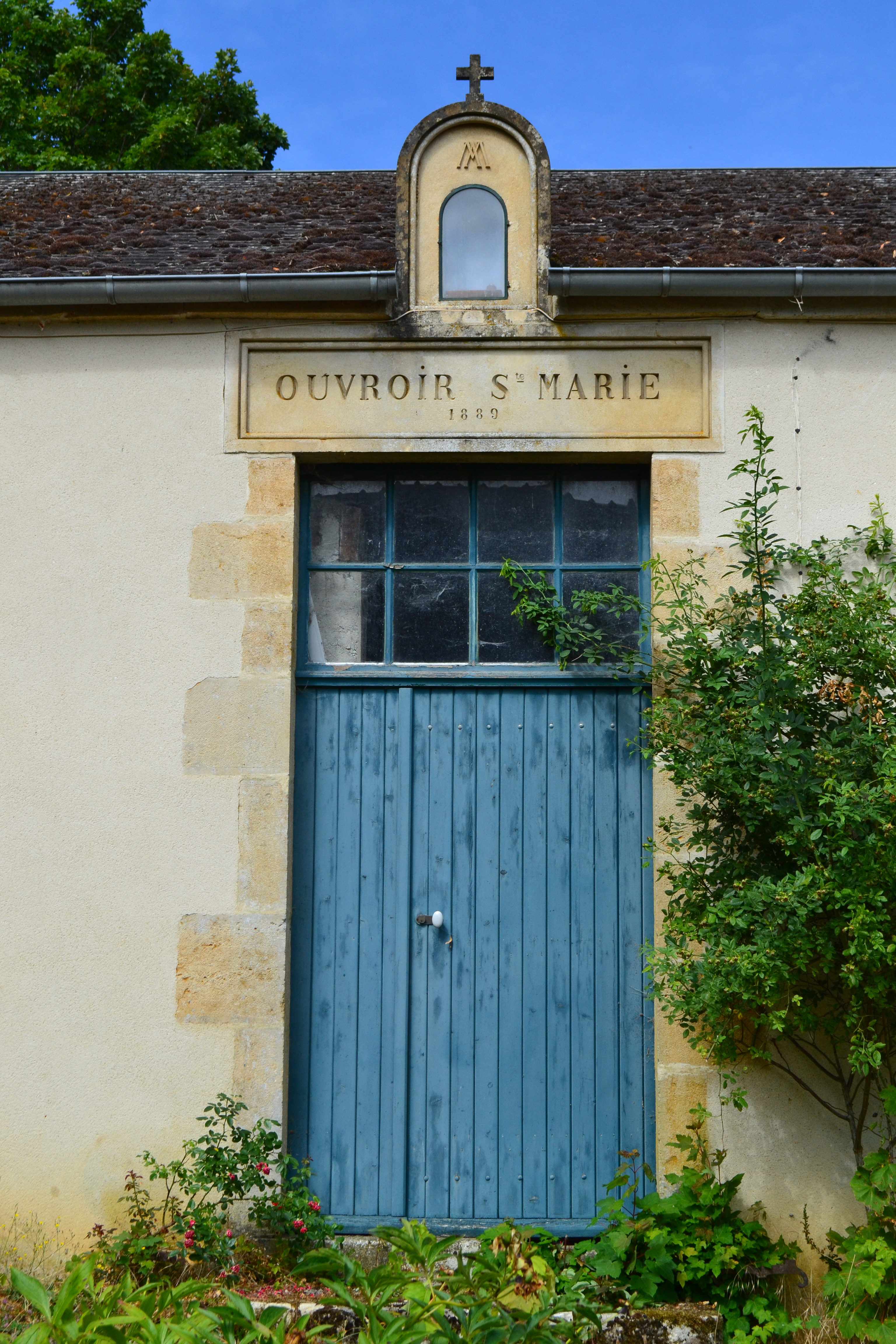
Ouvroir (1889).

### Arthel dans les arts
- Les boutons d'or à Arthel, huile sur toile, Rex Barrat (1914-1974)

### Personnalités liées à la commune
- Seguin d'Arthel, trésorier de l'église Sainte-Eugénie de Varzy, oncle du suivant.
- Gauthier d'Arthel, vicomte de Clamecy en 1281.
- Agnès d'Arthel, dame dudit lieu, épouse le comte Jehan de Thoury en 1387.
- Marie Gadou, peintre, décoratrice, habite au château de 1879 à 1902[31].